# 婆羅洲白鬚長臂猿
婆羅洲白鬚長臂猿，又稱南長臂猿，是婆羅洲特有種，分布在卡普阿斯河和巴里托河之間。
白鬍子長臂猿在行為上與其他長臂猿非常相似，也是果食性動物，牠們從前被認為是黑掌长臂猿亞種，但根據最近的DNA研究，有些人現在將其歸類為一個單獨的物種。

## 大略
婆羅洲白鬚長臂猿通常有灰色或深棕色的皮毛，黑色的臉和白色的鬍鬚，牠們身高約17-25吋(約兩呎)，雄性重6.1-6.9公斤，雌性重5.5-6.4公斤。與其他長臂猿類似，這些長臂猿是一夫一妻制。他們生活在由雄性，雌性及其後代組成的小家庭中。他們的行動方式被稱為臂式，他們從樹枝上擺動以四處走動。據記錄牠們在一次跳躍中可以跳到15米遠（49.2英尺），並且以每小時55公里的速度進行，也幾乎從不下森林林地。
牠們平均壽命25年，雌性4歲已成熟。

## 飲食
婆羅洲白鬚長臂猿的主食是水果和無花果，他們的飲食中有65%是水果，23%是無花果。他們偶爾會用葉子和昆蟲來補充他們的飲食。

## 威脅
牠們的主要威脅是伐木，採礦和森林大火。